# دهستان پیشکوه (قائنات)
دهستان پیشکوه دهستانی در بخش مرکزی شهرستان قائنات استان خراسان جنوبی ایران است. این دهستان از به هم پیوستن تعداد هفت روستای هم‌جوار تشکیل شده و به لحاظ دارا بودن محدوده جغرافیایی معینی برای تشکیل یکی از واحدهای تقسیمات کشور به عنوان «دهستان» انتخاب شده‌است. مرکز این دهستان، بیهود می‌باشد. بر پایه سرشماری عمومی نفوس و مسکن در سال ۱۳۹۰ جمعیت این دهستان ۳۸۳۷ نفر (در ۱۲۰۶ خانوار) بوده‌است.

## روستاها
- بیهود
- بزبیشه
- سر ساران
- شندان
- مزار دهنه
- نوغاب پسکوه